# Mesarmadillo quadrimaculatus
Mesarmadillo quadrimaculatus is een pissebed uit de familie Eubelidae. De wetenschappelijke naam van de soort is voor het eerst geldig gepubliceerd in 1899 door Gustav Budde-Lund.